# Helmut Goldschmidt
Helmut Goldschmidt (* 16. Oktober 1918 in Magdeburg; † 6. August 2005 in Köln) war ein Überlebender des Holocaust und ein deutscher Architekt. Er erlangte insbesondere Bekanntheit als Erbauer von Synagogen in Deutschland.

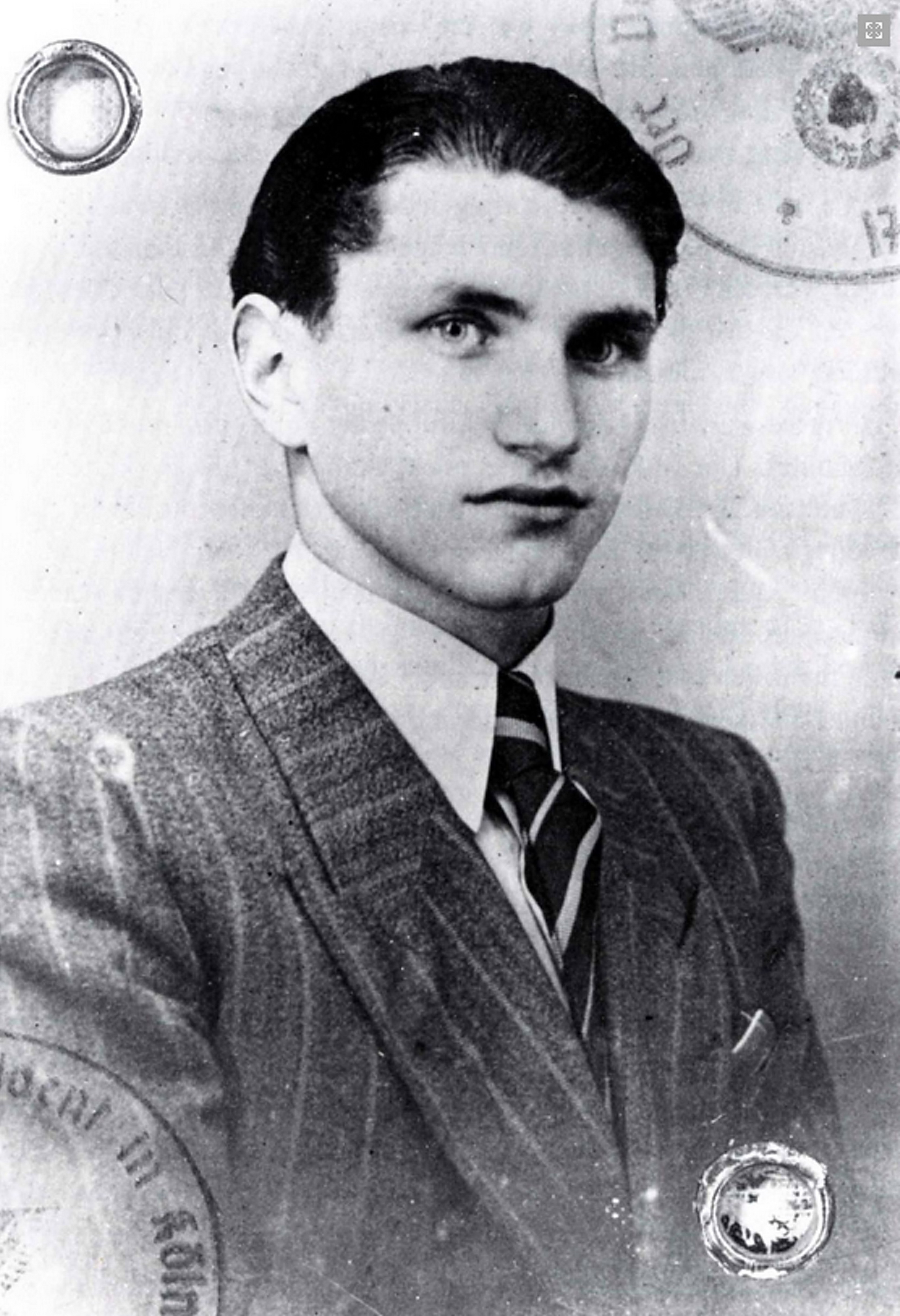
Foto im amtlichen Lichtbildausweis der Stadt Köln, ca. 1938

## Leben

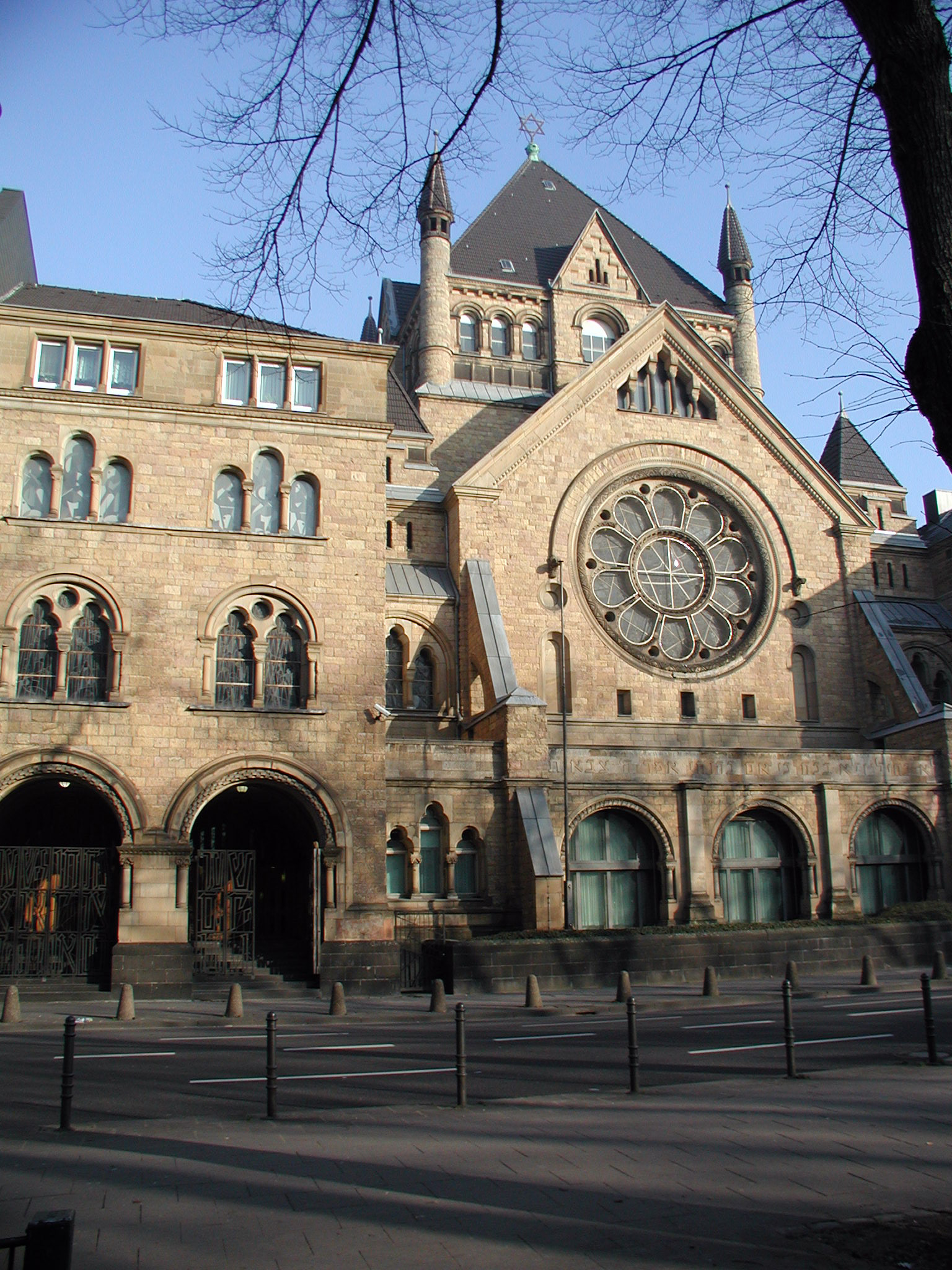
Die Große Kölner Synagoge in der Roonstraße gegenüber dem Rathenauplatz (Köln) (2007)

Helmut Goldschmidt war der Sohn des jüdischen Kaufmanns Moritz Goldschmidt und der aus einer nichtjüdischen Familie stammenden Maria Goldschmidt. Ab 1925 besuchte er die jüdische Volksschule in der Lützowstraße und ab 1929 das Realgymnasium in Köln-Lindenthal, das er 1935 mit dem Einjährigen verlassen musste, weil Juden nicht mehr zum Abitur zugelassen waren. Im selben Jahr begann er eine rund zweijährige Lehre im Architekturbüro des jüdischen Architekten Hans Krebs in Berlin. Bis zum August 1938 besuchte er „illegal“ unter dem Namen seines „arischen“ Großvaters (der eigentlich Salomon Gusick hieß, aber die Familie hatte sich nach der Großmutter, eine geb. Goldschmidt umbenannt) Architektur-Vorlesungen unter anderem bei Peter Behrens. Nebenbei nahm er Privatunterricht bei Paul Zucker, der eine eher konservative Architekturrichtung vertrat, und dem jüdischen Architekten und Statiker Robert Hauer, der den Ideen des Bauhauses zugeneigt war. Zeitweise wohnte er bei Otto Grotewohl einem alten Freund der Familie, der ihm eine Nebentätigkeit im Büro des Architekten Hugo Constantin Bartels vermittelte.
Die Reichspogromnacht im November 1938 erlebte er in Köln, wo er im Agrippinahaus (Arch.: Georg Falck) ein Volontariat im Architekturbüro von Max August Breuer absolvierte, der einst Mitarbeiter und Bauleiter des jüdischen, nach England emigrierten Architekten Robert Stern (Architekt, 1885) war. Wegen der Unmöglichkeit, als Jude überhaupt eine Anstellung zu bekommen, wurde Helmut Goldschmidt 1939 von seinen Eltern in die Gegend von Berlin auf Hachschara geschickt. Er kam auf das „arisierte“, ursprünglich Simon Schocken gehörende, von Martin Gerson geleitete Gut Winkel bei Spreenhagen in Brandenburg, verließ nach der Mitarbeit an Silobauwerken dieses aber 1941 wegen der Aussichtslosigkeit auf eine Auswanderung nach Palästina und kehrte zu seinen Eltern nach Köln zurück.
Der musikbegeisterte Helmut Goldschmidt beschäftigte sich nun als Pianist und Komponist hauptsächlich mit Jazz und Swing und trat mit Freunden in Lokalen auf. Am 1. Dezember 1942 wurde er von der Kölner Gestapo verhaftet und zunächst im berüchtigten EL-DE-Haus und später auch im Klingelpütz verhört. Im März 1943 erfolgte die Deportation mit Gefängnisaufenthalten in Städten wie Kassel, Dresden, Leipzig, Chemnitz und Breslau nach Auschwitz. Dort wurde er im Block 10 in eine Abteilung für sogenannte Abgangsquarantänen verlegt und im Juli 1943 in das KZ Buchenwald „überstellt“. Nach der Zeit in Auschwitz empfand Goldschmidt diese Verlagerung als die Rettung seines Lebens. Wie er in einem Interview mit Barbara Becker-Jákli schilderte war Buchenwald „gemessen an Auschwitz … ein Sanatorium“. Als „Architekt“ war er an Planungen für die Gewehr- und Geschützfabrik der Wilhelm-Gustloff-Werke und der Eisenbahnlinie Weimar-Buchenwald beteiligt. Bedeutsam erwies sich die Entscheidung des jazzbegeisterten Jiří Žák, der für die Außentransporte zuständig war, ihn als Musiker des Lagerorchesters nicht zur Arbeit in die Außenlager oder gar in andere Konzentrationslager zu schicken. Als Buchenwald am 11. April 1945 befreit wurde, spielte das Lagerorchester ein Befreiungskonzert mit überwiegend von Helmut Goldschmidt geschriebenen Jazz-Arrangements, worauf ihn die Amerikaner baten, die musikalischen Truppenveranstaltungen im Staatstheater Weimar zu übernehmen. Von dort holten ihn seine Eltern nach Hirten bei Mayen.
Goldschmidt, der mit Vorträgen über die Konzentrationslager die Säle füllte, bot der Mayener Bürgermeister Schwindenhammer noch 1945 an, auf der Genovevaburg oberhalb der zu 90 % zerstörten Stadt Mayen ein Architekturbüro einzurichten. Der berufliche Durchbruch erfolgte, als Mayen zur französischen Besatzungszone kam mit einem Kommandanten, der als Buchenwalder Häftling zu den Bewunderern der Musik Helmut Goldschmidts im Konzentrationslager gezählt hatte. Dadurch war Goldschmidt maßgeblich am Wiederaufbau der Stadt beteiligt und beschäftigte zwei Jahre später in seinem völlig überlasteten Büro für rund ein halbes Jahr als Praktikant, den im Dorf Kaisersesch bei Mayen geborene Oswald Mathias Ungers, der anschließend an der Technischen Hochschule Karlsruhe Architektur studierte.

## Wirken

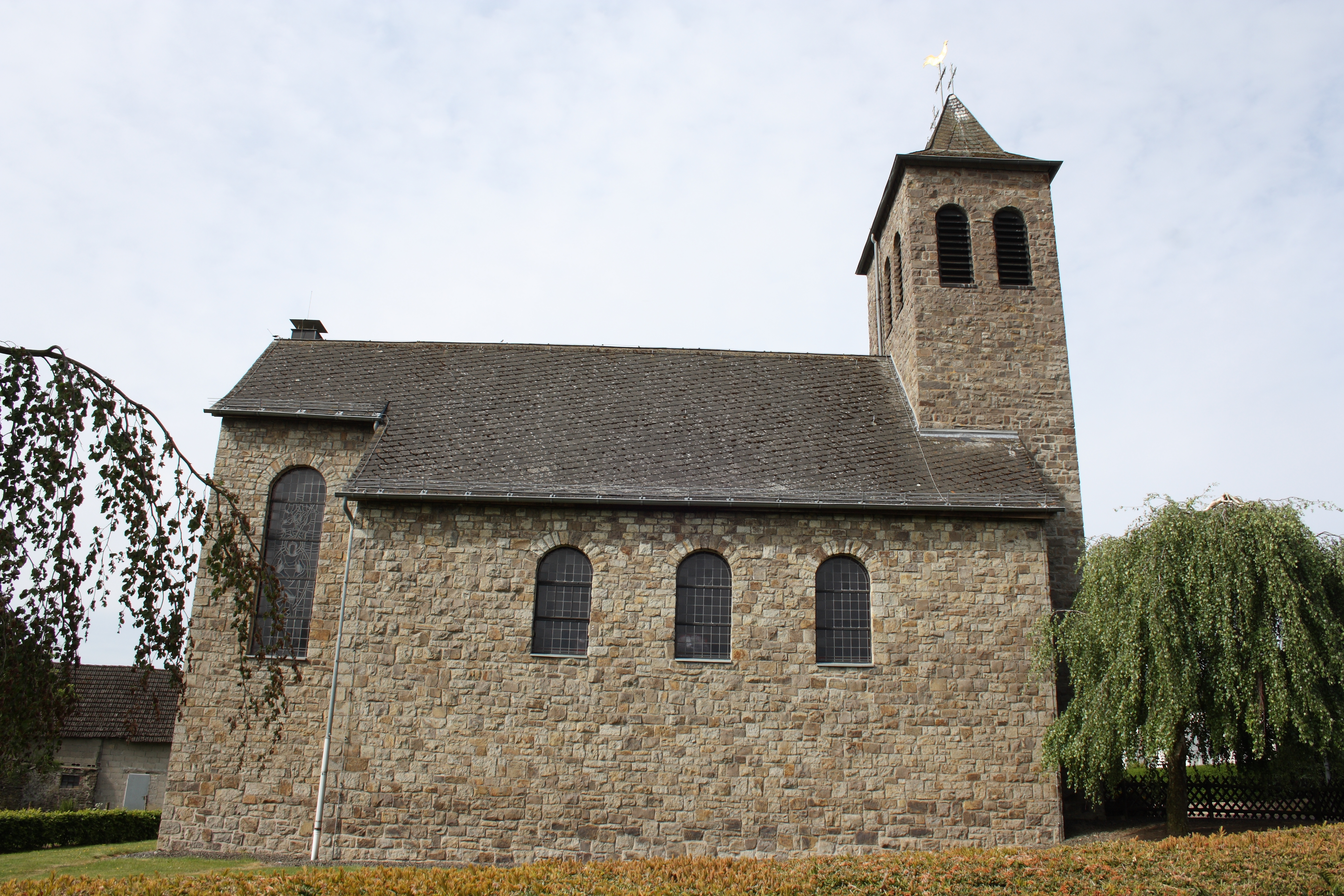
Kapelle "Mariä Himmelfahrt" in Rothenbach (Kelberg)

Eine seiner ersten Aufträge war ein "Kapellenneubau, zu dem zwei Entwürfe beim Bischöflichen Generalvikariat des Bistums Trier eingereicht wurden, zu dem auch Ungers einen Entwurf zeichnete." Der Bau dieser katholischen "Maria Himmelfahrt-Kapelle" in Rothenbach (Kelberg) war der Nachfolgerbau der alten baufälligen St. Stanilauskapelle, die zwischen 1946 und 1950 an einem neuen Standort errichtet wurde.
Ende des Jahres 1946 eröffnete er mit dem Architekten und Bauunternehmer Willi Veiler ein Zweigbüro im sog. „Ringhaus“ (Hohenzollernring 22-24). Anlass waren die Sicherungsarbeiten an der Synagoge in der Roonstraße. Erst als im Jahre 1948 in Köln der große Auftrag zum Wiederaufbau des ehemaligen „Israelitisches Asyls“ und der Bau der dortigen Synagoge anstanden, verlagerte er seinen Haupt-Büro- und -Wohnsitz nach Köln, behielt aber bis zum Jahr 1950 sein Mayener Büro bei. 1950 heiratete er und gründete eine Familie.
Mit seinem zunehmend florierenden Büro, Goldschmidt war 1951 mittlerweile Mitglied des Kölner BDA, Adresse Hansaring 11 und dann Hansaring 123, zog er danach mehrmals um. Zu den bis zu den 10 Mitarbeitern zählten "auch seine beiden ehemaligen Mayerner Mitarbeiter Werner Steffens und Oswald Mathias Ungers, die nach dem Studium an der TH Karlsruhe zu Beginn des Jahres 1951 wieder Kontakt zu ihrem "alten Lehrmeister" aufgenommen hatten, u. a. weil sie in den immer noch sehr schlechten wirtschaftlichen Zeiten sonst keine Chance gehabt hätten, so schnell selbständig arbeiten zu können. Goldschmidt bot beiden sofort eine gleichberechtigte Partnerschaft an, die geschäftliche Basis blieb jedoch allein in seinen Händen. Das Büro Goldschmidt-Steffens-Ungers existierte in der Form weniger als ein Jahr, weil Werner Steffens auf Grund erheblicher Differenzen mit Oswald Mathias Ungers seine Mitarbeit und Partnerschaft aufgekündigt hatte. Fortan lautete der Firmenname Goldschmidt + Ungers. Mitarbeiter in diesen Jahren und teilweise auch nach dem Ausscheiden von Ungers waren u. a. Otto Bosbach und die beiden Egon-Eiermann-Schüler Günther Frank und Rolf Hahn. Aus dieser Zeit stammen insgesamt 22 mit Ungers gemeinsam realisierte Ein- und Mehrfamilienhäuser, Wohn- und Geschäftshäuser. Die Auftraggeber waren jüdische und nichtjüdische Bauherren sowie die Familie Goldschmidt selbst (Moritz und Louis Goldschmidt) und ab 1952 in zunehmendem Maße vor allem die eigens für das jeweilige Projekt von Helmut Goldschmidt gegründeten Wohnungsbaugesellschaften.
Die bekanntesten Bauten aus der Partnerschaft mit Ungers, die am 1. Januar 1955 endete, sind die Kleiderfabrik Jobi an der Aachener Straße mit dem Mehrfamilienhaus in der Hültzstrasse (Planung und Realisierung 1951–1953), beide in Köln-Braunsfeld und das Mehrfamilienhaus Louis Goldschmidt mit Gaststätte „Moulin Rouge“ an der Maastrichter Straße in Köln, dessen Rasterfassade völlig verändert wurde.

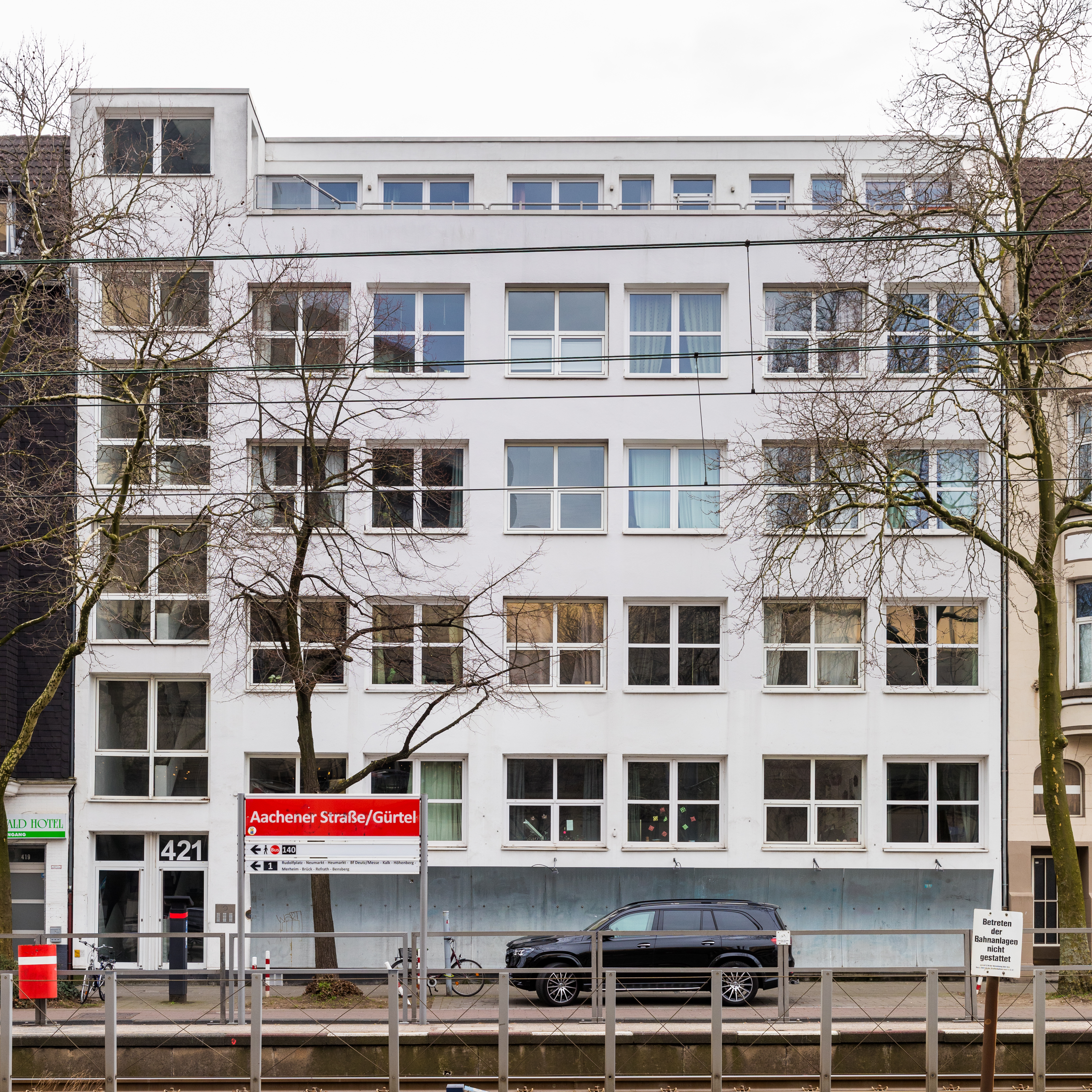
Ehemaliges Geschäftshaus, Kleiderfabrik "Jobi", Aachener Straße 421, Köln. Architektenː H. Goldschmidt und O.M. Ungers (1952/53)
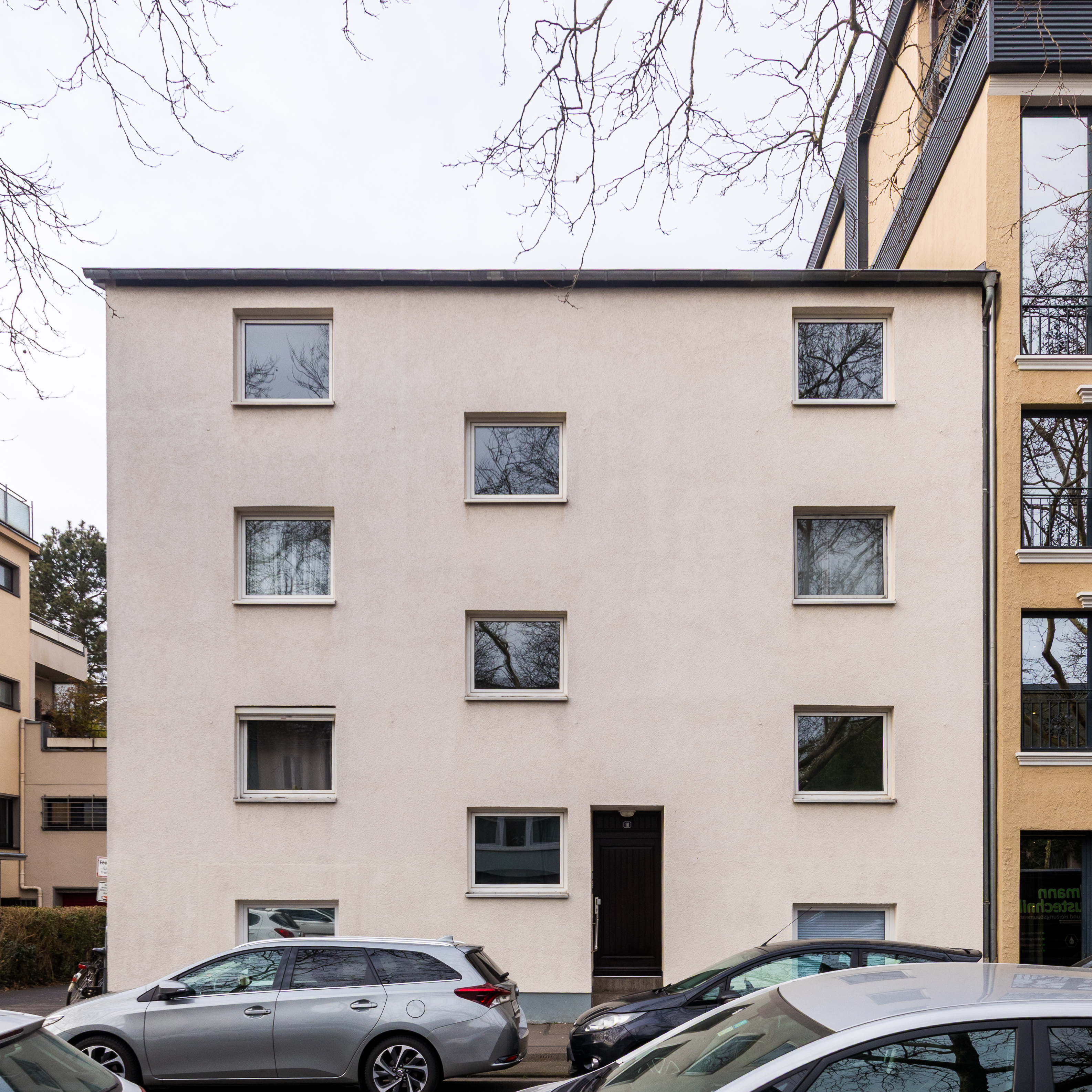
Mehrfamilienhaus Hültzstraße 10, Köln. Architektenː H. Goldschmidt und O.M. Ungers (1952/53)
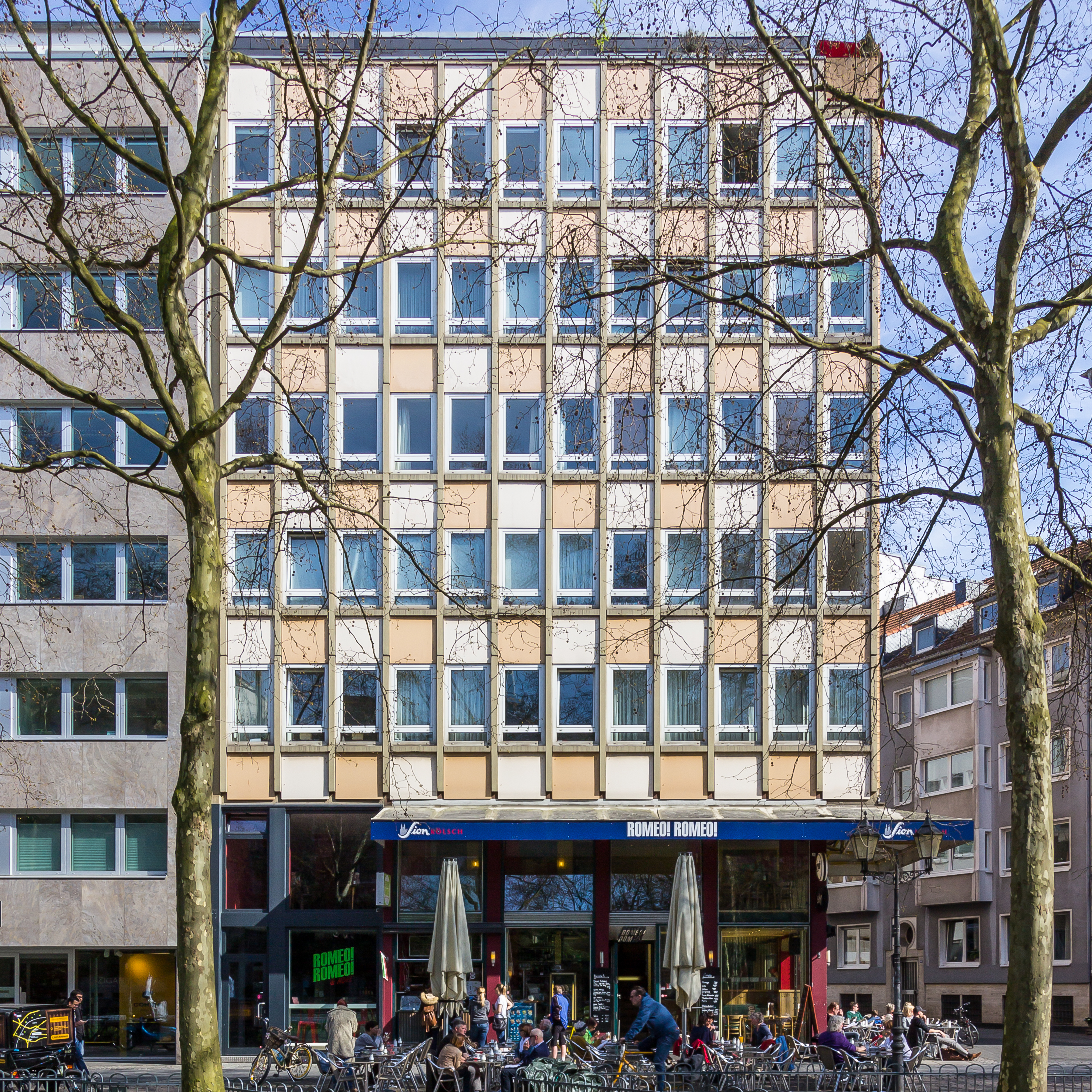
Wohn- und Geschäftshaus, Kaiser-Wilhelm-Ring 10/Gereonshof. Architektenː H. Goldschmidt und O.M. Ungers (1953/54)
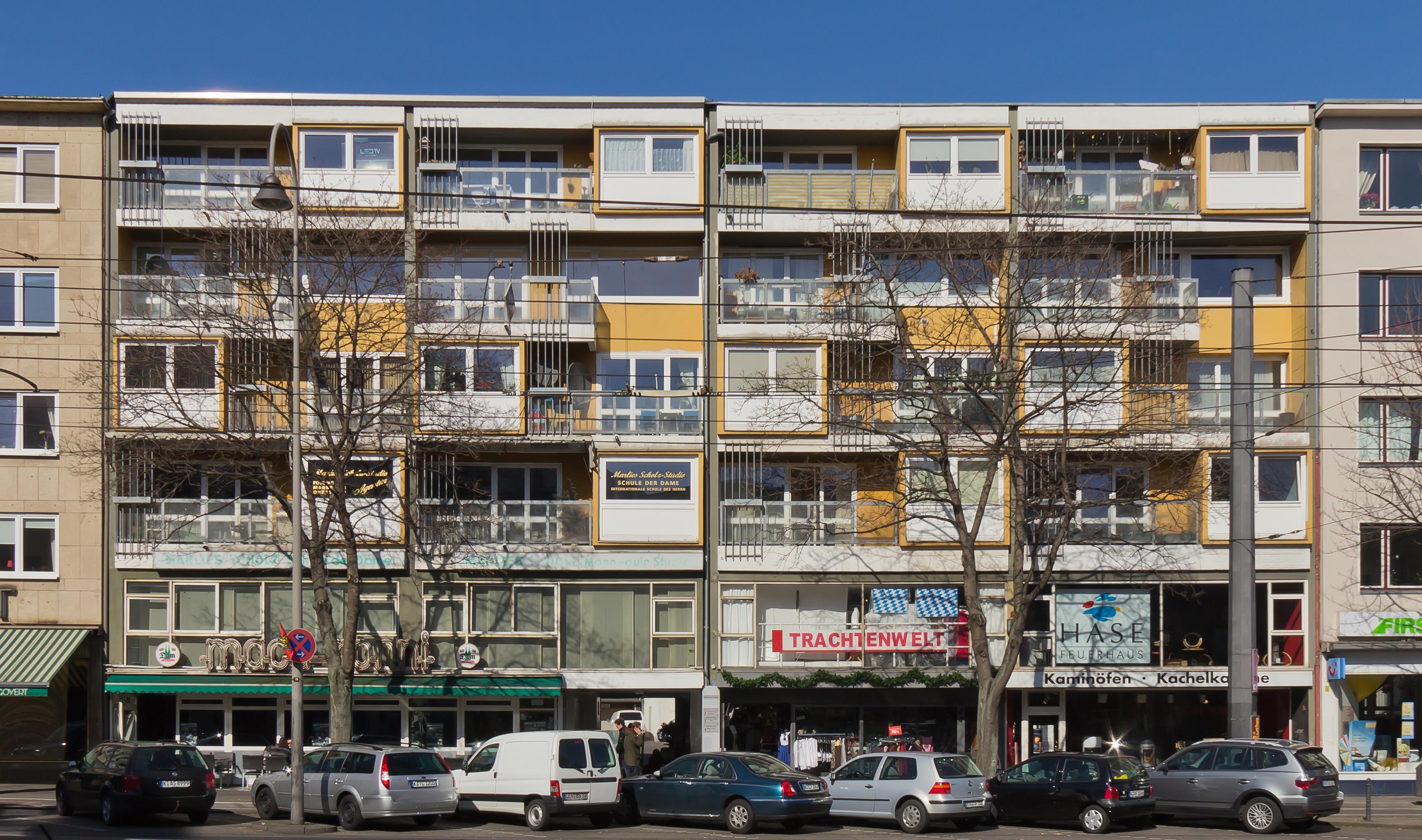
Wohn- und Geschäftshaus, Hahnenstraße 16, Köln. Architektː Helmut Goldschmidt (1957- 62)
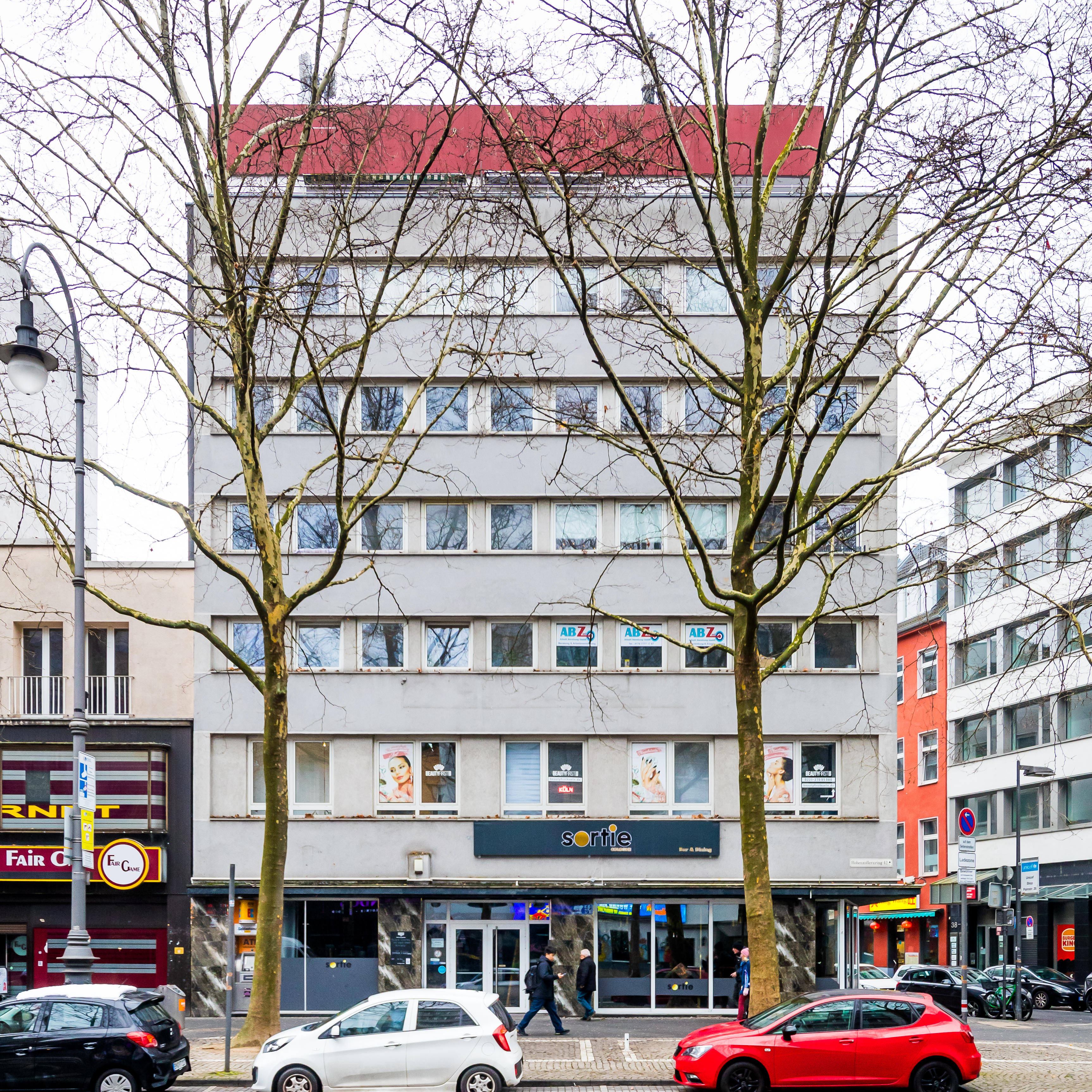
Wohn- und Geschäftshaus Hohenzollernring 42/Palmstraße, Köln. Architektː Helmut Goldschmidt (1957–64)

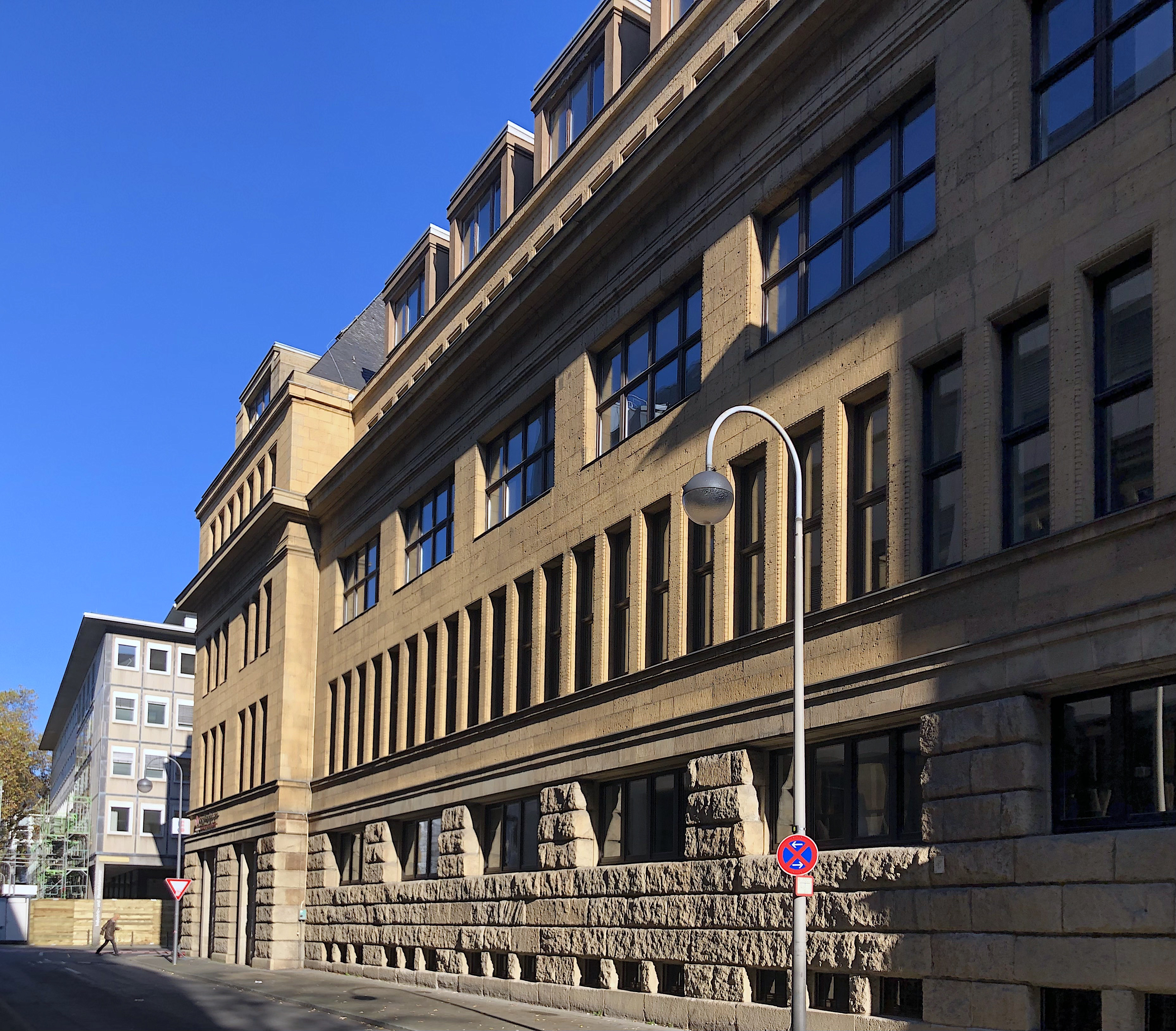
Geschäftshaus "Frank und Lehmann", Seitenflügel, Kattenbug 18-24

Das Bauschaffen von Goldschmidt in Köln begann noch vor den Sicherungsarbeiten an der Synagoge und dem Gemeindzentrum in der Roonstrasse bereits 1934/35 mit Umbauten für die Zentrale der "Progress Textilbetriebe GmbH", Köln, Kattenbug 18-24 (Seitentrakt des Geschäftshauses "Frank und Lehmann" von Peter Behrens) und für zwei Villen in der Pferdmengesstrasse Nummer 16 für Jenny Joseph (1935) und Nummer 5 (1937/38) für Albert Maier im Stadtteil Köln-Marienburg, (alle mit H. Hans Krebs). Neben den Wohn-, Büro- und Geschäftshäusern und Bauten wie dem Dr.-Ernst-Schwering-Seniorenzentrum in Köln-Sülz übernahm Goldschmidt auch die Bauleitung für Siedlungen und Sozialwohnungen und war als Baunternehmer der "Goldschmidt-Wohnungbau K.G." tätig. Von 1950 bis 1976 realisierte er so in Köln 66 Bauten und außerhalb von Köln 28, meistens Eigenheimsiedlungen, hauptsächlich in Nordrhein-Westfalen. Seine letzten Projekte waren eine Siedlung der Bayer AG in Dormagen-Hackenbroich (1972–76) und ein Bürohochhaus in Mannheim (1973/74).
Überregionale Bekanntheit erlangte der Autodidakt Helmut Goldschmidt jedoch als Architekt mehrerer Synagogen und jüdischer Gemeindezentren. Unter seiner Regie entstanden die jüdischen Gemeindezentren in Koblenz (1950), Dortmund (1956) und Bonn (1959).
Auf Initiative von Konrad Adenauer rekonstruierte Helmut Goldschmidt von 1957 bis 1959 die im Krieg zerstörte Große Kölner Synagoge in der Roonstraße, die Papst Benedikt XVI. im August 2005 besuchte. Später errichtet Goldschmidt weitere Synagogen und jüdische Gemeindezentren in Münster (1961), Wuppertal (1962) und Mönchengladbach (1967).

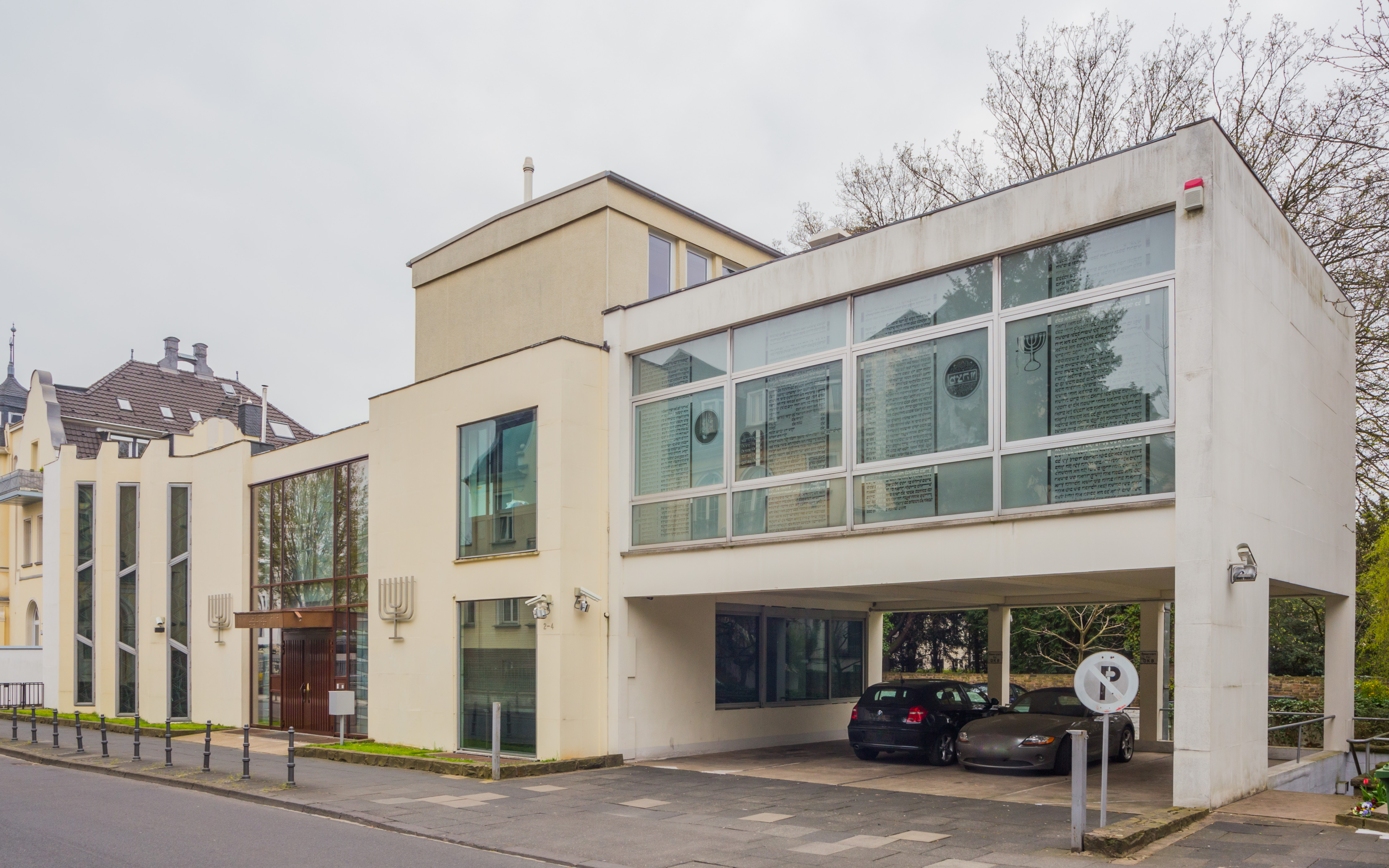
Synagoge und Gemeindezentrum, Tempelstraße 2–4, Bonn. Helmut Goldschmidt (1958/59)

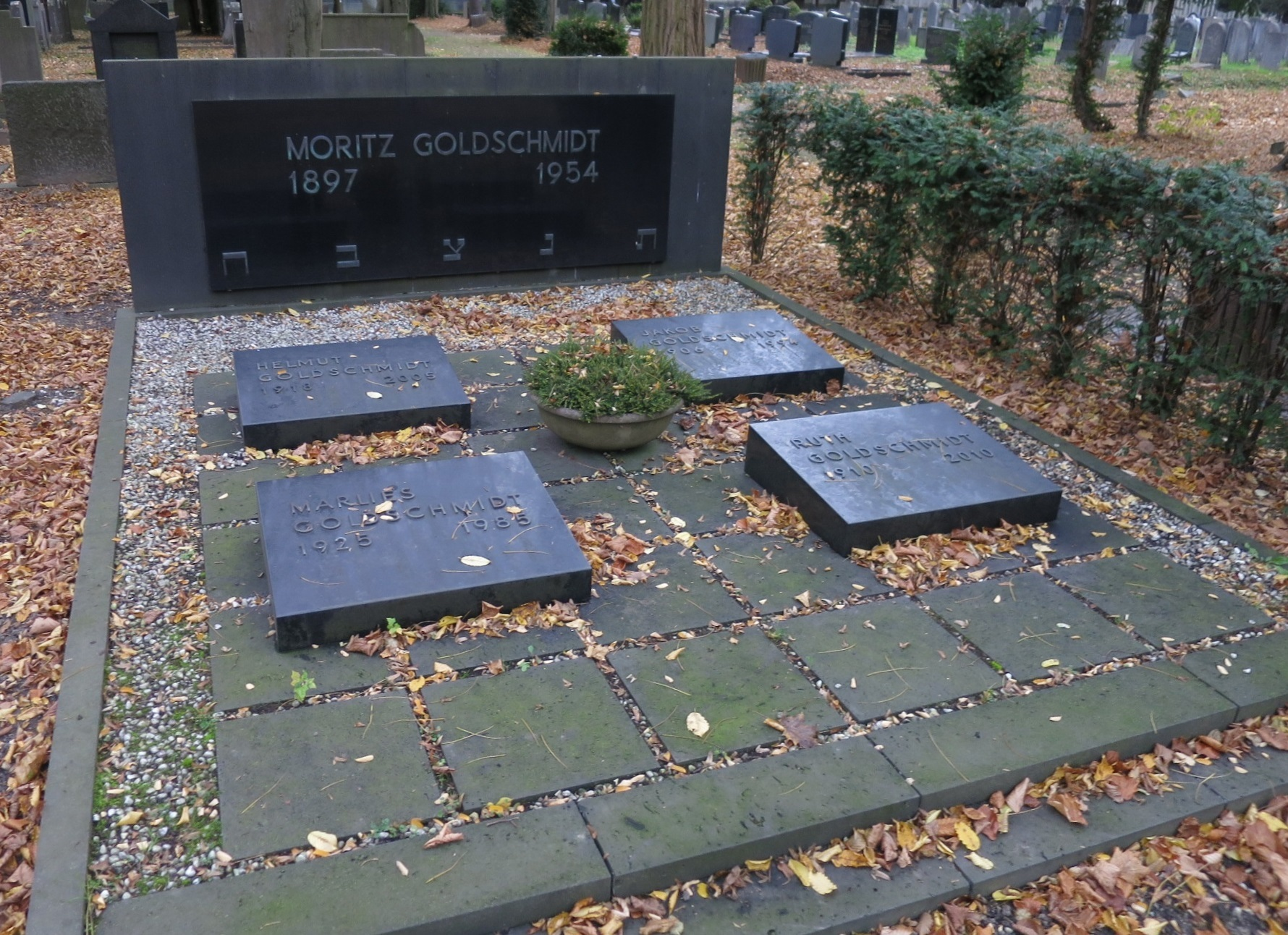
Grab der Familie Goldschmidt auf dem Jüdischen Friedhof Bocklemünd (2015)

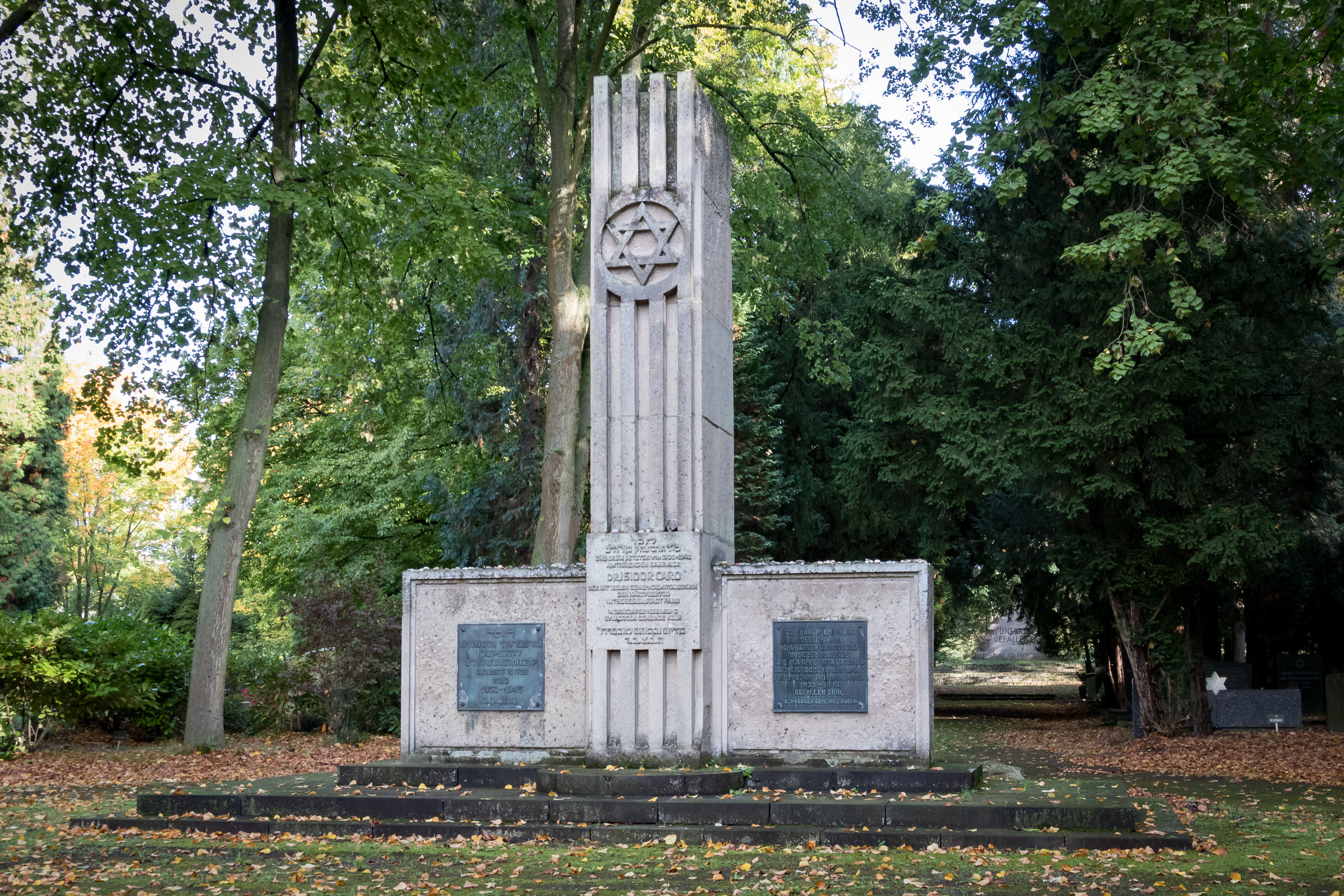
Jüdischer Friedhof Köln-Bocklemünd. Denkmal für die Opfer der Shoah, Helmut Goldschmidt (1947) (Foto: 2017)

„Fast allen nach 1945 errichteten Betstätten ist gemeinsam, dass sie nicht isoliert stehen, sondern Teil eines Gemeindehauses oder Gemeindezentrums sind. Während Betstuben und Betsäle aus dem baulichen Gefüge nicht sichtbar herausragen, sind Synagogen eigenständige Gebäudeteile, die als solche erkennbar, entweder in den Baukomplex des Gemeindezentrums formal integriert oder stärker davon abgesetzt sein können. Bedingt durch die geringe Mitgliederzahl der meisten jüdischen Gemeinden wird die Synagoge als Versammlungsstätte wieder stärker Teil des alltäglichen jüdischen Gemeindelebens“. Für diese Bauaufgabe schlagen die Architekten in der noch jungen Bundesrepublik Deutschland unterschiedliche Wege ein. Während Heinrich Sievers „pseudosakral“ in die Vorkriegszeit zurückfällt (Synagoge Saarbrücken), Ernst Guggenheimer sich mit dem Hang zur „Schlichtheit“ dem Bauhaus verpflichtet fühlt (Synagoge Stuttgart) und Hermann Guttmann nach dem „idealen“ Synagogenraum (Synagoge Offenbach) strebt, "zeigen die von Helmut Goldschmidt erbauten Gotteshäuser eine andere Auffassung. In allen von ihm entworfenen Synagogen steht der Almemor nicht in der Raummitte, sondern, wie in jüdischen Sakralräumen mit liberalem Ritus üblich, unmittelbar vor der Heiligen Lade. Die entspreche, so Goldschmidt, der modernen Art der Predigt, die keine Kanzelrede, sondern ein Gespräch mit der Gemeinde sei... Er sieht in der Synagoge – bei aller Profanität – einen liturgischen Raum, der seine Bestimmung als Gotteshaus nicht allein durch (plakative) Symbole signalisieren darf. Er strebt daher eine Verbindung von Sakralität und – als Ausdruck der Zeit – lichtvoller Modernität an. Die feierlich-erhabene Stimmung hat Goldschmidt in seinen Synagogenbauten mit Mitteln moderner Architektur erreicht – auch in der 1899 geweihten und 1959 von ihm umgestalteten Synagoge Köln-Roonstrasse.
Am 30. März 1998 erhielt Helmut Goldschmidt von Bundespräsident Roman Herzog das Bundesverdienstkreuz 1. Klasse verliehen. Die Aushändigung der Auszeichnung für sein architektonisches Schaffen und seine Initiativen im jüdisch-christlichen Dialog fand am 27. August 1998 durch Oberbürgermeister Norbert Burger im Hansasaal des Historischen Rathauses zu Köln satt.
Goldschmidt starb 2005 im Alter von 86 Jahren und wurde im Familiengrab auf dem Jüdischen Friedhof in Köln-Bocklemünd (Flur 12 Nr. 11) beigesetzt.